# Hagar Olsson
Hagar Olsson (ur. 16 września 1893 w Helsinkach, zm. 21 lutego 1978] tamże) – fińska pisarka szwedzkojęzyczna.

## Życiorys
Urodziła się w rodzinie pastora Karla Olssona. Od 1906 przeprowadziła się z rodziną do miejscowości Räisälä w Karelii. Studiowała w Szwedzkiej Szkole Ekonomii w Helsinkach i na Uniwersytecie w Helsinkach, później pracowała jako krytyk literacka w gazecie Dagens Press (później Svenska Pressen), następnie została członkiem redakcji pisma kulturalnego Ultra wraz z Elmerem Diktoniusem, Laurim Haarlą i Raoulem af Hällströmem. W 1925 opublikowała zbiór esejów Ny generation (Nowa generacja). W fińskiej literaturze propagowała zjawiska europejskiego modernizmu. Traktowała literaturę jako swoiste misterium, w którym poszukiwała pełnej samorealizacji i drogi do drugiego człowieka, przeciwstawiając się indywidualizmowi. W badaniach literackich reprezentowała antyintelektualizm. Jej ważniejsze powieści to: ekspresjonistyczna Mr. Jeremias söker en illusion (Mr. Jeremias szuka iluzji, 1926), romans Det blåser up till storm (1930),  psychologiczna Chitambo (1933), poetycka idylla Träsnidaren och döden (Snycerz i śmierć, 1940). Pisała także nowele: Kinesisk utflykt (Chińskie wycieczki, 1949), Hemkomst (Powrót do domu, 1961) i dramaty: S.O.S. (1928), Rövaren och jungfru (Rozbójnik i dziewczyna, 1944). Przyjaźniła się z poetką Edith Södergran, która wywarła duży wpływ na jej twórczość.